# Adelaida Ramírez y Maroto
Adelaida Ramírez y Maroto   (Madrid, 4 de febrer de 1842 - Madrid, 7 de desembre de 1916) va ser una pianista espanyola.
Va néixer el 4 de febrer de 1842 a Madrid. Va ser batejada a la parròquia de San Marcos. Era filla de Blas Ramírez, natural de Talavera de la Reina, i de María Maroto, natural de Leganés. La seva germana Francisca era consort del marquès de Valdeiglesias, Ignacio Escobar.
Va començar la seva educació amb el solfeig i uns primers rudiments de piano amb el seu pare, que era clarinet de la Guàrdia de Corps, i després ho va continuar amb la seva germana Manuela. Alhora va cursar l'educació primària i lliçons de piano de Cramer. El 1855, un any després de la mort del seu pare, va matricular-se com a alumna al Reial Conservatori Superior de Música de Madrid, a la classe de José Miró Anoria. Al cap d'un any es va presentar als concursos de piano del conservatori i va aconseguir un accèssit, el 1857 el segon premi i el 1858 el primer premi. Va ser elegida diverses vegades per tocar el piano durant les visites dels reis Isabel II i Francesc d'Assís al conservatori. D'altra banda, mentre era alumna del conservatori va ser nomenada repetidora amb sou, assumint la responsabilitat de diverses alumnes, a més d'exercir a la pràctica i tenir la consideració de professora, malgrat no ser numerària. Segons Saldoni, va haver-hi de renunciar perquè tenia moltes lliçons particulars que l'ocupaven tot el dia.
En l'àmbit personal, va casar-se el 4 d'octubre de 1875 amb Manuel Samaniego y Moreno, un constructor de pianos natural de Vitòria. Ja vídua passats els anys, va morir a Madrid el 7 de desembre de 1916.